# AVX
Advanced Vector Extensions (AVX) — розширення системи команд x86 для мікропроцесорів Intel і AMD. Intel запропонував їх у березні 2008 року і вперше втілив у процесорі Sandy Bridge, який вийшов у першому кварталі 2011 року, а пізніше компанія AMD у процесорі Bulldozer, який постачала у третьому кварталі 2011 року. AVX надає різні поліпшення, нові інструкції і нову схему кодування машинних кодів.
AVX2 (також відомий як Haswell New Instructions) розширює більшість цілочисельних команд до 256 біт і вводить нові інструкції. Вперше вони були додані Intel з процесорами Haswell, який вийшов у 2013 році.
AVX-512 розширює підтримку AVX до 512-біт за допомогою нового кодування префікса EVEX, запропонованого Intel у липні 2013 року і вперше додані у співпроцесорі Knights Landing, який вийшов у 2016 році. У звичайних процесорах AVX-512 був представлений із серверним Skylake та процесорами HEDT у 2017 році.

## Нововведення AVX
Набір команд AVX запроваджує наступні нововведення:
- Нова схема кодування інструкцій VEX
- Ширина векторних регістрів SIMD збільшується з 128 (XMM) до 256 біт (регістри YMM0 - YMM15). Існуючі 128-бітові SSE інструкції будуть використовувати молодшу половину нових YMM регістрів, не змінюючи старшу частину. Для роботи з YMM регістрами додані нові 256-бітові AVX інструкції (новіший стандарт AVX-512 розширює векторні регістри SIMD до 512 біт). Процесорна архітектура Intel Larrabee мала векторні регістри ZMM шириною в 512 біт, і використовувала для роботи з ними SIMD команди з префіксами MVEX і VEX, але при цьому вони не підтримували AVX.
- Неруйнівні операції. Набір AVX інструкцій використовує триоперандний синтаксис. Наприклад, замість a = a + b можна використовувати c = a + b, при цьому регістр a залишається незміненим. У випадках, коли значення a використовується далі в обчисленнях, це підвищує продуктивність, оскільки позбавляє від необхідності зберігати перед обчисленням і відновлювати після обчислення регістр, що містив a, з іншого регістра або пам'яті.
- Для більшості нових інструкцій відсутні вимоги до вирівнювання операндів в пам'яті. Однак, рекомендується стежити за вирівнюванням на розмір операнда, щоб уникнути значного зниження продуктивності.
- Набір інструкцій AVX містить в собі аналоги 128-бітних SSE інструкцій для дійсних чисел. При цьому, на відміну від оригіналів, збереження 128-бітного результату буде обнуляти старшу половину YMM регістра. 128-бітові AVX інструкції зберігають інші переваги AVX, такі як нова схема кодування, триоперандний синтаксис і невирівняний доступ до пам'яті. Рекомендується відмовитися від старих SSE інструкцій на користь нових 128-бітних AVX інструкцій, навіть якщо достатньо двох операндів.

### Нова схема кодування
Нова схема кодування інструкцій VEX використовують префікси VEX. Існують два таких префікси, довжиною 2 і 3 байти. Для 2-о байтового VEX префікса перший байт дорівнює 0xC5, для 3-и байтового 0xC4. У 64-бітному режимі перший байт VEX префікса унікальний. У 32-бітному режимі виникає конфлікт з інструкціями LES і LDS, який дозволяється старшим бітом другого байта, він має значення тільки в 64-бітному режимі, через непідтримувані форми інструкцій LES і LDS.  Довжина наявних AVX інструкцій, разом з VEX префіксом, не перевищує 11 байт.

### Нові інструкції
| Інструкція                                 | Опис |
| ------------------------------------------ | --- |
| VBROADCASTSS, VBROADCASTSD, VBROADCASTF128 | Копіює 32-х, 64-х або 128-ми бітний операнд з пам'яті в усі елементи векторного регістра XMM або YMM. |
| VINSERTF128                                | Заміщає молодшу або старшу половину 256-ти бітного регістра YMM значенням 128-ми бітного операнда. Інша частина регістра-одержувача не змінюється. |
| VEXTRACTF128                               | Витягує молодшу або старшу половину 256-ти бітного регістра YMM і копіює в 128-ми бітний операнд-призначення. |
| VMASKMOVPS, VMASKMOVPD                     | Умовно зчитує будь-яку кількість елементів з векторного операнда з пам'яті в регістр-одержувач, залишаючи інші елементи неліченими і обнуляючи відповідні їм елементи регістра-одержувача. Також може умовно записувати будь-яку кількість елементів з векторного регістра в векторний операнд в пам'яті, залишаючи інші елементи операнда пам'яті незміненими |
| VPERMILPS, VPERMILPD                       | Переставляє 32-х або 64-х бітові елементи вектора згідно операнду-селектору (з пам'яті або з регістра). |
| VPERM2F128                                 | Переставляє 4 128-бітних елементи двох 256-бітних регістрів у 256-бітний операнд-призначення з використанням безпосередньої константи (imm) як селектора. |
| VZEROALL                                   | Обнуляє всі YMM регістри і позначає їх як невикористовувані. Використовується при перемиканні між 128-ми бітним режимом і 256-ти бітовим. |
| VZEROUPPER                                 | Обнуляє старші половини всіх регістрів YMM. Використовується при перемиканні між 128-ми бітним режимом і 256-ти бітовим. |

Також в специфікації AVX описана група інструкцій PCLMUL (Parallel Carry-Less Multiplication, Parallel CLMUL)
- PCLMULLQLQDQ xmmreg,xmmrm [rm: 66 0f 3a 44 /r 00]
- PCLMULHQLQDQ xmmreg,xmmrm [rm: 66 0f 3a 44 /r 01]
- PCLMULLQHQDQ xmmreg,xmmrm [rm: 66 0f 3a 44 /r 02]
- PCLMULHQHQDQ xmmreg,xmmrm [rm: 66 0f 3a 44 /r 03]
- PCLMULQDQ xmmreg,xmmrm,imm [rmi: 66 0f 3a 44 /r ib]

### Застосування
Підходить для інтенсивних обчислень з рухомою комою в мультимедіа програмах та наукових завданнях. Там, де можлива більш висока ступінь паралелізму, збільшує продуктивність з дійсними числами.

### Підтримка в операційних системах
Використання YMM-регістрів вимагає підтримки з боку операційної системи. Наступні системи підтримують регістри YMM:
- Linux: підтримується, починаючи з версії ядра 2.6.30,[5] що з'явилася 9 червня 2009 року.[6]
- Windows 7: підтримка додана в Service Pack 1
- Windows Server 2008 R2: підтримка додана в Service Pack 1